# Campa L'Españal
La Campa L'Españal (o Campa del Españal) es un yacimiento arqueológico situado cerca de La Casilla, en el municipio asturiano de San Martín del Rey Aurelio.

## Descripción
Durante mucho tiempo se consideró que el yacimiento estaba formado por un dolmen de piedras que se conservaban en perfecto estado, procedentes del periodo neolítico. Sin embargo, en 2016 se localizó un nuevo túmulo y en 2018 comenzó una campaña arqueológica que hasta el momento ha llegado a la conclusión de que existen dos cámaras funerarias de en torno al año 4000 a. C.